# Предграђе
Предграђе је назив за насеље претежно стамбеног карактера. Оно се најчешће сматра засебним насељем у непосредном окружењу града, са којим је у функционалној вези (као што је случај у Европи, Северној Америци и код нас), али и стамбена целина у оквиру града (Аустралија). Преграђа такође често одликује мања густина насељености од средишњих градских целина. Предграђа се често називају и „спаваоницама градова“.
Нека од најпознатијих светских предграђа су: Њу Џерзи, Холивуд, Беверли Хилс, Гринич, Версај, Потсдам, Совето, Пиреј, Борча.

## Предграђа на Западу
Појам предграђе се јавља у 19. веку и блиско је повезан са унапређењем свих видова превоза, што је непосредно омогућило дневно кретање становништва на веће раздаљине од оних везаних за пешачење. Тада се јавља и јавни превоз (нарочито путни). У 20. веку је дошло до наглог раста предграђа, а у другој половини века раст градова на Западу се засновао искључиво на расту предграђа.
Предграђа на Западу одликују:
- Мања густина изградње у односу на средишње делове града — слободностојеће куће (Северна Америка, Аустралија), двојне куће, куће у низу, мање вишепородичне зграде (Западна Европа) често веома сличног изгледа и величине;
- Немешање намена, тј. раздвајање становања од нестамбених делатности — ово је присутније у Северној Америци и Аустралији него у Европи;
- Концентрисани локални центри — нестамбени садржаји са великим степеном концентрације — велики тржни центри са огромним паркиралиштима;
- Саобраћајна мрежа са јасном хијерархијом — спољашња мрежа у виду ауто-путева и траса приградске железнице, а унутрашња мрежа у виду улица малог капацитета и ограниченог саобраћаја (слепе улице, интегрисане улице и сл.);
- Истоветно становништво, махом средње или више класе и беле пути.

Последњих деценија су развијене земље много уложиле у развој нестамбених садржаја у својим предграђима у циљу децентрализације градова и смањења разлика измеђи појединих делова града.

## Предграђа у земљама Трећег света
Неразвијене земље су тек протеклих деценија доживеле процес брзе урбанизације, који није био праћен општим развојем друштва и градова. Сходно томе, предграђа у датим државама (Индија, Јужноафричка Република, Латинска Америка) су постала пример нехигијене и сиромаштва (дивља градња, тзв. „градови од картона“ или фавеле). Типичан пример је велико, а сиромашно предграђе Јоханезбурга, Совето.

## Предграђе у Србији и окружењу
Предграђа у бившој Југославији су махом некадашња сеоска насеља у близни већих градова (посебно Београда и Новог Сада), која су се њиховим развојем и растом од Другог светског рата нашла у зони ширења градског подручја.
Како се овај процес дешавао веома брзо, предграђа у Србији (и у остатку бивше Југославије, уз изузетак значајно развијеније Словеније) су се образовала значајно другачије од случаја предграђа на Западу. Њих је одликовао брз раст стамбене изградње (најчешће непрописне, дивље градње), који није пратила изградња инфраструктуре — путне мреже, инсталација, мреже јавних установа, јавних отворених простора.
Последњих деценија су се јавиле неке повољне промене, везане за развој нестамбених делатности у предграђима — развој свих видова мале привреде (трговина на велико, складиштење, мали производни погони и сл.). Данас су предграђа у Србији најчешће велика насеља где живи становништво скромнијег имовинског стања и степена образовања, али и значајно млађе од просека републике. Стога су предграђа у Србији са значајним могућностима унапређења и развоја.

### Већа предграђа у Србији
Испод су наведена већа предграђа у Србији, од којих су нека у скорије време прикључена у оквире градских насеља, уз која су се развила:
- Београд - Калуђерица, Батајница, Сурчин, Борча, Падинска Скела, Сремчица, Рипањ, Врчин, Јаково, Добановци, Угриновци, Гроцка
- Нови Сад - Сремска Каменица, Футог, Ветерник, Каћ, Руменка, Темерин, Сириг, Беочин
- Ниш - Нишка Бања, Брзи Брод
- Крагујевац - Грошница
- Суботица - Палић, Келебија
- Зрењанин - Мужља
- Краљево - Ратина, Жича, Рибница, Матарушка Бања
- Чачак - Љубић, Трнава
- Крушевац - Дедина, Читлук
- Ужице - Севојно
- Шабац - Мајур, Јевремовац, Поцерски Причиновић
- Панчево - Војловица, Старчево
- Врање - Врањска Бања
- Смедерево - Радинац, Липе
- Лесковац - Винарце
- Сремска Митровица - Мачванска Митровица, Лаћарак
- Јагодина - Рибаре, Мајур

## Европа
- Archer, John (2005). Architecture and Suburbia: From English Villa to American Dream House, 1690–2000. University of Minnesota Press.
- Boulton, Jeremy (1987). Neighbourhood and Society: A London Suburb in the Seventeenth Century.. (Cambridge Studies in Population, Economy and Society in Past Time) (2005)
- Dyos, Harold James (1966). Victorian suburb;: A study of the growth of Camberwell.
- Galinou, Mireille (2011). Cottages and Villas: The Birth of the Garden Suburb. ISBN 978-0-300-16726-9.
- Jordan, Christine. (2003). Illustrated History of Leicester's Suburbs..
- Kuchta, Todd (2010). Semi-Detached Empire: Suburbia and the Colonization of Britain, 1880 to the Present.
- Robey, Ann;  . (2010). Rediscovered Utopias: Saving London's Suburbs..
- Vaughan, Laura;  . (2015). Suburban Urbanities (PDF). ISBN 978-1-910634-17-2. doi:10.14324/111.9781910634134.
- Wilks, John (2011). Walks Through History - Birmingham: Edgbaston: the creation of luxury suburbia.

## Канада
- Harris, Richard. (1996). Unplanned Suburbs: Toronto's American Tragedy, 1900 to 1950.. (1999)
- Harris, Richard (2004). Creeping Conformity: How Canada Became Suburban, 1900-1960.
- Lewis, Robert (2001). Manufacturing Montreal: The Making of an Industrial Landscape, 1850 to 1930. Johns Hopkins University Press. ISBN 978-0-8018-6349-3.
- Lorimer, James, and Evelyn Ross (1977). The Second City Book: Studies of Urban and Suburban Canada.
- Morton, Suzanne (1995). Ideal Surroundings: Domestic Life in a Working-Class Suburb in the 1920s.. (Studies in Gender and History) (1995)
- Whitzman, Carolyn. (2009). Suburb, Slum, Urban Village: Transformations in Toronto's Parkdale Neighbourhood, 1875-2002.. (2010)

## Сједињене Државе

### Прегледи
- Baxandall, Rosalyn and Elizabeth Ewen (2000). Picture Windows: How the Suburbs Happened. New York: Basic Books.
- Beauregard, Robert A (2006). When America Became Suburban. University of Minnesota Press. ISBN 978-0-8166-4884-9.
- Bruegmann, Robert (2005). Sprawl: A Compact History. University of Chicago Press.
- Duany, Andrés and Elizabeth Plater-Zyberk. (2000). Suburban Nation: The Rise of Sprawl and the Decline of the American Dream. North Point Press.
- Fishman, Robert (1987). Bourgeois Utopias: The Rise and Fall of Suburbia. Basic Books. ISBN 978-0-465-00748-6.
- Gardner, Todd (март 2001). „The Slow Wave: The Changing Residential Status of Cities and Suburbs in the United States, 1850–1949.”. Journal of Urban History. 27 (3): 293—312.
- Hanlon, Bernadette, John Rennie Short and Thomas J. Vicino. Cities and Suburbs: New Metropolitan Realities in the U.S. Routledge, 2010.
- Harris, Richard and Robert Lewis (март 2001). „The Geography of North American Cities and Suburbs, 1900–1950: A New Synthesis.”. Journal of Urban History. 27 (3): 262—92.
- Hayden, Dolores (2003). Building Suburbia: Green Fields and Urban Growth, 1820–2000. Vintage Books.
- Jackson, Kenneth T. (1985), Crabgrass Frontier: The Suburbanization of the United States, New York: Oxford University Press, ISBN 0-19-504983-7
- Muller, Peter O (1981). Contemporary Suburban America.. Prentice–Hall,
- Mumford, Lewis (1938). „The Culture of Cities.”. Geographical Review. 28 (4): 690. Bibcode:1938GeoRv..28..690B. JSTOR 210312. doi:10.2307/210312.. Harcourt Brace,
- Mumford, Lewis. “Suburbia — and Beyond.” In The City in History: Its Origins, Its Transformations, and Its Prospects, by Lewis Mumford, 483–503. Harcourt, Brace & World, 1961.
- Nicolaides, Becky M. and Andrew Weise,itors., ур. (2006). The Suburb Reader.. Routledge,
- Palen, J. John. (1995). The Suburbs.. McGraw–Hill,
- Stilgoe, John R (1989). Borderland: Origins of the American Suburb, 1820–1939. Yale University Press.
- Teaford, Jon C (2008). The American Suburb: The Basics.. Routledge,
- Teaford, Jon C. (2006). The Metropolitan Revolution: The Rise of Post-Urban America.

### Специјализоване студије
- Archer, John. (2005). Architecture and Suburbia: From English Villa to American Dream House, 1690–2000. Minneapolis: University of Minnesota Press.
- Archer, John (мај 1983). „Country and City in the American Romantic Suburb.”. The Journal of the Society of Architectural Historians. 42 (2): 139—56. JSTOR 989828. doi:10.2307/989828.
- Baldassare, Mark. (1986). Trouble in Paradise: The Suburban Transformation in America. New York: Columbia University Press.
- Baumgartner, M. P. The Moral Order of a Suburb. New York: Oxford University Press, 1988.
- Binford, Henry C. (1985). The First Suburbs: Residential Communities on the Boston Periphery, 1815–1860. Chicago: University of Chicago Press.
- Blakely, Edward J. and Mary Gail Snyder. (1997). Fortress America: Gated Communities in the United States. Bloomsbury Academic. ISBN 978-0-8157-1002-8.. Washington, D.C.: Brookings Institution,
- Blauvelt, Andrew, ур. (2008). Worlds Away: New Suburban Landscapes.. Walker Art Center,
- Conn, Steven and Max Page, ур. (2003). Building the Nation: Americans Write About Their Architecture, Their Cities, and Their Landscape. University of Pennsylvania Press.
- Crawford, Margaret (1995). Building the Workingman's Paradise: The Design of American Company Towns. Verso. ISBN 978-0-86091-695-6.. Verso,
- Davis, Mike (1990). City of Quartz: Excavating the Future in Los Angeles. London: Verso.
- Donoghue, John (1977). Alexander Jackson Davis, Romantic Architect, 1803–1892. New York: Arno Press.
- Douglass, Harlan Paul (1925). „The Suburban Trend”.
- Downs, Jr., Arthur Channing (1972). „Downing's Newburgh Villa”. Bulletin of the Association for Preservation Technology. 4 (3–4): 1—113. JSTOR 1493387. doi:10.2307/1493387.
- Ebner, Michael H. (1988). Creating Chicago's North Shore: A Suburban History. Chicago: University of Chicago Press. ISBN 978-0-226-18205-6.
- Flint, Anthony (2006). This Land: The Battle Over Sprawl and the Future of America. Johns Hopkins University Press. ISBN 978-0-8018-8419-1.
- Fogelson, Robert M (2005). Bourgeois Nightmares: Suburbia, 1870–193'. Yale University Press.
- Garreau, Joel. (1991). Edge City: Life on the New Frontier. New York: Doubleday. ISBN 978-0-385-26249-1.
- Gruenberg, Sidonie Matsner (мај 1955). „The Challenge of the New Suburbs.”. Marriage and Family Living. 17 (2): 133—37. JSTOR 348309. doi:10.2307/348309.
- Hanlon, Bernadette (2010). Once the American Dream: Inner ring Suburbs of the Metropolitan United States. Philadelphia: Temple University Press. ISBN 978-1-59213-938-5.
- Harris, Richard; Lewis, Robert (1998). „Constructing a Fault(y) Zone: Misrepresentations of American Cities and Suburbs, 1900–1950”. Annals of the Association of American Geographers. 88 (4): 622—41. Bibcode:1998AAAG...88..622H. doi:10.1111/0004-5608.00115.
- Hayden, Dolores (2003). Building Suburbia: Green Fields and Urban Growth, 1920–2000. New York: Pantheon Books. ISBN 978-0-375-42128-0.
- Henderson, Susan (July—September 1987). „Llewellyn Park, Suburban Idyll.”. Journal of Garden History. 7 (3): 221—43. doi:10.1080/01445170.1988.10412470. Проверите вредност парамет(а)ра за датум: |date= (помоћ)
- Hise, Greg (1997). Magnetic Los Angeles: Planning the Twentieth-Century Metropolis. Johns Hopkins University Press. ISBN 978-0-8018-5543-6.
- Hope, Andrew (лето 2005). „Evaluation the Significance of San Lorenzo Village, A Mid-20th Century Suburban Community.”. CRM: The Journal of Heritage Stewardship. 2: 50—61.
- Hope, Andrew (лето 2005). „Evaluation the Significance of San Lorenzo Village, A Mid-20th Century Suburban Community.”. CRM: The Journal of Heritage Stewardship. 2: 50—61.
- Jackson, John Brinckerhoff (1984). Discovering the Vernacular Landscape. Yale University Press.
- Jacobs, Jane (2004). Dark Age Ahead. ISBN 978-1-4000-6232-4.. Random House,
- Kargon, Robert Hugh and Arthur P. Molella (2008). Invented Edens: Techno-Cities of the Twentieth Century. MIT Press. ISBN 978-0-262-11320-5.
- Katz, Bruce and Robert E. Lang,itors., ур. (2003). Redefining Urban and Suburban America: Evidence from Census 2000.. Brookings,
- Katz, Peter,itor, ур. (1994). The New Urbanism: Toward an Architecture of Community. ISBN 978-0-07-033889-0.. Afterword by Vincent Scully. McGraw–Hill,
- Kay, Jane Holtz (1997). Asphalt Nation: How the Automobile took over America, and How We Can Take it Back. University of California Press. ISBN 978-0-520-21620-4.. Crown Publishers,
- Keating, Ann Durkin (1988). Building Chicago: Suburban Developers and the Creation of a Divided Metropolis. Ohio State University Press. ISBN 978-0-8142-0455-9.
- Kelly, Barbara (1993). Expanding the American Dream: Building and Rebuilding Levittown. State University of Albany Press.
- Low, Setha. (2003). Behind the Gates: Life, Security, and the Pursuit of Happiness in Fortress America. New York: Routledge.
- Lukez, Paul. (2007). Suburban Transformations. New York: Princeton Architectural Press. ISBN 978-1-56898-683-8.
- Mattingly, Paul H (2001). Suburban Landscapes: Culture and Politics in a New York Metropolitan Community. Johns Hopkins University Press.
- McKenzie, Evan (1994). Privatopia: Homeowner Associations and the Rise of Residential Private Government. Yale University Press. ISBN 978-0-300-06638-8.. New Haven, Conn.: Yale University Press,
- Morton, Marian (септембар 2002). „The Suburban Ideal and Suburban Realities: Cleveland Heights, Ohio, 1860–2001.”. Journal of Urban History. 28 (5): 671—98. doi:10.1177/0096144202028006001.
- Nicolaides, Becky M (2002). My Blue Heaven: Life and Politics in the Working-Class Suburbs of Los Angeles, 1920–1965. University of Chicago Press.
- O'Connell, James C. (2013). The Hub's Metropolis: Greater Boston's Development From Railroad Suburbs to Smart Growth. MIT Press. ISBN 978-0-262-01875-3.
- O'Toole, Randall. "The Vanishing Automobile and Other Urban Myths" The Thoreau Institute.
- Orfield, Myron (2002). American Metropolitics: The New Suburban Reality. Brookings Institution Press.
- Russell, James S (август 2003). „When Suburbs Become Mega-Suburbs.”. Architectural Record. 191 (8): 76—81.
- Rybczynski, Witold (November 7, 2005). "Suburban Despair". Slate.
- Rybczynski, Witold (лето 2005). „How to Build a Suburb.”. The Wilson Quarterly. 19 (3): 114—126.
- Salamon, Sonya (2003). Newcomers to Old Towns: Suburbanization of the Heartland. University of Chicago Press. ISBN 978-0-226-73412-5.
- Sandul, Paul J. P (2014). California Dreaming: Boosterism, Memory, and Rural Suburbs in the Golden State. West Virginia University Press. ISBN 978-1-938228-86-5.
- Schuyler, David (1996). Apostle of Taste: Andrew Jackson Downing, 1815–1852. Johns Hopkins University Press. ISBN 978-0-8018-5229-9.
- Schuyler, David (1986). The New Urban Landscape: The Redefinition of Form in Nineteenth-Century America. Johns Hopkins University Press.
- Sies, Mary Corbin (новембар 1987). „The City Transformed: Nature, Technology, and the Suburban Ideal, 1877–1917.”. Journal of Urban History. 14 (1): 81—111. doi:10.1177/009614428701400104.
- Sies, Mary Corbin (јесен 2003). „American Urban History: The Everyday Politics and Spatial Logics of Metropolitan Life."”. Urban History Review. 32 (1): 28—42. doi:10.7202/1015740ar.
- Sies, Mary Corbin (1997). „Paradise retained: An analysis of persistence in planned, exclusive suburbs, 1880-1980”. Planning Perspectives. 12 (2): 165—91. Bibcode:1997PlPer..12..165S. doi:10.1080/026654397364717.
- Smith, Albert C. & Schank, Kendra. „A Grotesque Measure for Marietta”. Journal of Urban Design. 4: 3. 1999.).
- Stevens, William K. “Beyond the Mall: Suburbs Evolving into ‘Outer City.’” New York Times, November 8, 1987, E5.
- Sweeting, Adam W (1996). Reading Houses and Building Books: Andrew Jackson Downing and the Architecture of Popular Antebellum Literature, 1835–1855. University Press of New England. ISBN 978-0-87451-750-7.
- Tatum, George B. and Elisabeth Blair MacDougall, editors. Prophet with Honor: The Career of Andrew Jackson Downing, 1815–1852. Dumbarton Oaks Colloquium on the History of Landscape Architecture. Washington, D.C.: Dumbarton Oaks Research Library and Collection, 1989.
- Walker, Richard and Robert Lewis (јануар 2001). „Beyond the Crabgrass Frontier: Industry and the Spread of North American Cities, 1850–1950.”. Journal of Historical Geography. 27 (1): 3—19. doi:10.1006/jhge.2000.0266.
- Warner, Jr., Sam Bass (1962). „Streetcar Suburbs: The Process of Growth in Boston, 1870–1900”.
- Wilson, Richard Guy. “Idealism and the Origin of the First American Suburb: Llewellyn Park, New Jersey.” American Art Journal (October 1979): 79–90.
- Jackson, Kenneth T. (октобар 1996). „All the World's a Mall: Reflections on the Social and Economic Consequences of the American Shopping Center.”. The American Historical Review. 101 (4): 1111—1121. doi:10.1086/ahr/101.4.1111.
- Wright, Gwendolyn (1981). Building the Dream: A Social History of Housing in America. Pantheon Books. ISBN 978-0-394-50371-4.
- von Hoffman, Alexander (1994). Local Attachments: The Making of an American Urban Neighborhood, 1850–1920. Johns Hopkins University Press. ISBN 978-0-8018-4710-3.

### Жене, породица, животни стилови и слике
- Clark, Jr., Clifford Edward (1986). The American Family Home, 1800–1960. University of North Carolina Press.
- Coon, David R (2014). Look Closer: Suburban Narratives and American Values in Film and Television.. )Rutgers University Press; 2013) 269 pages; explores the critical image of suburbia in such films and TV shows as American Beauty, The Truman Show, Mr. & Mrs. Smith, Desperate Housewives, Weeds, and Big Love.
- Friedan, Betty (1963). The Feminine Mystique.. Norton,
- Marsh, Margaret (1990). Suburban Lives. Rutgers University Press.
- Marsh, Margaret (јун 1988). „Suburban Men and Masculine Domesticity.”. American Quarterly. 40 (2): 165—86.
- Murray, Sylvie (2004). The Progressive Housewife: Community Activism in Suburban Queens. University of Pennsylvania Press. ISBN 978-0-8122-3718-4.
- Putman, Robert D (2000). Bowling Alone: The Collapse and Revival of American Community.. Simon & Schuster,
- Whyte, Jr., William H. The Organization Man. Simon and Schuster, 1956.
- Wright, Gwendolyn (1980). Moralism and the Model Home: Domestic Architecture and Cultural Conflict in Chicago, 1870–1913. University of Chicago Press. ISBN 978-0-226-90835-9.

### Раса
- Avila, Eric. (2004). Popular Culture in the Age of White Flight: Fear and Fantasy in Suburban Los Angeles. Berkeley: University of California Press.
- Greason, Walter D. "Suburban Erasure: How the Suburbs Ended the Civil Rights Movement in New Jersey". Madison: Fairleigh Dickinson University Press, 2013.
- Fong, Timothy P. (1994). The First Suburban Chinatown: The Remaking of Monterey Park, California. Philadelphia: Temple University Press.
- Haynes, Bruce D. (2001). Red Lines, Black Spaces: The Politics of Race and Space in a Black Middle-Class Suburb. New Haven: Yale University Press. ISBN 978-0-300-08490-0.
- Johnson, Ronald M (4th Quarter 1984). „From Romantic Suburb to Racial Enclave: LeDroit Park, Washington, D.C., 1880–1920.”. Phylon. 45 (4): 264—70. Проверите вредност парамет(а)ра за датум: |date= (помоћ)
- Kalita, S. Mitra (2003). Suburban Sahibs: Three Immigrant Families and Their Passage from India to America. Rutgers University Press. ISBN 978-0-8135-3318-6.
- Kirp, David L., John P. Dwyer, and Larry A. Rosenthal (1995). Our Town: Race, Housing, and the Soul of Suburbia. Rutgers University Press.
- Kruse, Kevin M (2005). White Flight: Atlanta and the Making of Modern Conservatism. Princeton University Press.
- Li, Wei (фебруар 1999). „Building Ethnoburbia: The Emergence and Manifestation of the Chinese Ethnoburb in Los Angeles’ San Gabriel Valley.”. Journal of Asian American Studies. 2 (1): 1—29.
- Lipsitz, George (1998). The Possessive Investment in Whiteness: How White People Profit from Identity Politics. Temple University Press.
- Moore, Shirley Ann Wilson (2000). To Place Our Deeds: The African American Community in Richmond, California, 1910–1963. University of California Press. ISBN 978-0-520-21565-8.
- Orser, W. Edward (мај 1990). „Secondhand Suburbs: Black Pioneers in Baltimore’s Edmondson Village, 1955–1980.”. Journal of Urban History. 10 (3): 227—62.
- O’ Mara, Margaret Pugh (јесен 2005). „Suburbia Reconsidered: Race, Politics, and Prosperity in the Twentieth Century.”. Journal of Social History. 39 (1): 229—44.
- Pattillo-McCoy, Mary (1999). Black Pickett Fences: Privilege and Peril among the Black Middle Class. University of Chicago Press.
- Self, Robert O (2003). American Babylon: Race and the Struggle for Postwar Oakland. Princeton University Press.
- Sugrue, Thomas J. (1996). The Origins of the Urban Crisis: Race and Inequality in Postwar Detroit. Princeton University Press.
- Taylor, Jr., Henry L. “The Building of a Black Industrial Suburb: The Lincoln Heights, Ohio.” Thesis, State University of New York at Buffalo, 1979.
- Vicino, Thomas J. (2008). Transforming Race and Class in Suburbia: Decline in Metropolitan Baltimore. New York: Palgrave Macmillan.
- Weise, Andrew. (2004). Places of Their Own: African American Suburbanization in the Twentieth Century. Chicago: The University of Chicago Press.
- Weise, Andrew (зима 1999). „Black Housing, White Finance: African American Housing and Home Ownership in Evanston, Illinois, before 1940.”. Journal of Social History. 33 (2): 429—60.
- Wiese, Andrew (1993). „Places of Our Own”. Journal of Urban History. 19 (3): 30—54. doi:10.1177/009614429301900303.
- Wilson, William H. (1998). Hamilton Park: A Planned Black Community in Dallas. Baltimore: Johns Hopkins University Press.

### Окружење и географија
- Blake, Peter. (1964). God's Own Junkyard: The Planned Deterioration of America's Landscape. New York: Holt, Rinehart and Winston.
- Jindrich, Jason (лето 2012). „Suburbs in the City: Reassessing the Location of Nineteenth-Century American Working-Class Suburbs”. Social Science History. 36: 147—67.
- Kunstler, James Howard (1993). The Geography of Nowhere: The Rise and Decline of America's Man-Made Landscape. Simon and Schuster,
- Rome, Adam Ward. (2001). The Bulldozer in the Countryside: Suburban Sprawl and the Rise of American Environmentalism. New York: Cambridge University Press.
- Winkler, Robert (2003). Going Wild: Adventures with Birds in the Suburban Wilderness.. Washington, D.C.: National Geographic, 2003.

### Политика
- Dreir, Peter, John Mollenkopf, and Todd Swanstrom (2002). Place Matters: Metropolitics for the Twenty-first Century. University of Kansas Press.
- Gans, Herbert J. (1967). The Levittowners: Ways of Life and Politics in a New Suburban Community. New York: Pantheon.
- Lassiter, Matthew D (фебруар 2005). „The New Suburban History II: Political Culture and Metropolitan Space.”. Journal of Planning History. 4 (1): 75—88.
- Lassiter, Matthew D (2006). The Silent Majority: Suburban Politics in the Sunbelt South.. Princeton, N.J: Princeton University Press,
- Lassiter, Matthew D. “Suburban Strategies: The Volatile Center in Postwar Politics.” In The Democratic Experiment: New Directions in American Political History, edited by Meg Jacobs, William J. Novak, and Julian E. Zelizer, 327–49. Princeton: Princeton University Press, 2003.
- McGirr, Lisa (2001). Suburban Warriors: The Origins of the New American Right. Princeton University Press. ISBN 978-0-691-05903-7.
- Oliver, J. Eric (2001). Democracy in Suburbia. Princeton University Press.
- Teaford, Jon C. (1979). City and Suburb: The Political Fragmentation of Metropolitan America, 1850–1970. Baltimore: Johns Hopkins University Press. ISBN 978-0-8018-2202-5.
- Vicino, Thomas J. (2013). Suburban Crossroads: The Fight for Local Control of Immigration Policy. Lanham, MD: Lexington Books.

### Историографија
- Archer, John; Paul J.P. Sandul, and Katherine Solomonson (eds.), Making Suburbia: New Histories of Everyday America. Minneapolis, MN: University of Minnesota Press, 2015.
- Ebner, Michael H. (1985). „Re-Reading Suburban America: Urban Population Deconcentration, 1810-1980”. American Quarterly. 37 (3): 368—381. JSTOR 2712663. doi:10.2307/2712663.
- Kruse, Kevin M, and Thomas J. Sugrue,itors., ур. (2006). The New Suburban History. Chicago: University of Chicago Press.
- McManus, Ruth; Ethington, Philip J. (август 2007). „Suburbs in transition: new approaches to suburban history”. Urban History. 34 (2): 317—337. doi:10.1017/S096392680700466X.
- McShane, Clay (2006). „The State of the Art in North American Urban History”. Journal of Urban History. 32 (4): 582—597. doi:10.1177/0096144205284159., identifies a loss of influence by such writers as Lewis Mumford, Robert Caro, and Sam Warner, a continuation of the emphasis on narrow, modern time periods, and a general decline in the importance of the field. Comments by Timothy Gilfoyle and Carl Abbott contest the latter conclusion.
- Nickerson, Michelle (2015). „Beyond Smog, Sprawl, and Asphalt”. Journal of Urban History. 41: 171—180. S2CID 147547191. doi:10.1177/0096144214551724.
- Seligman, Amanda I. (новембар 2004). „Book Review: The New Suburban History”. Journal of Planning History. 3 (4): 312—33. doi:10.1177/1538513204269756.
- Shumsky, Larry. Encyclopedia of Urban America: The Cities and Suburbs.. (2 vol 1998)
- Sies, Mary Corbin (март 2001). „Beyond Scholarly Orthodoxies in North American Suburban History”. Journal of Urban History. 27 (3): 355—61.
- Vicino, Thomas J (2008). „" The political history of a postwar suburban society revisited”. History Compass. 6 (1): 364—388. doi:10.1111/j.1478-0542.2007.00498.x. pp: 364–388. „online” (PDF). Архивирано из оригинала (PDF) 02. 04. 2015. г.